# 增廣理想
代數中，增廣理想是可以在任何群環中定義的一種理想。若G是群，R是交換環，則有一個自群環R[G]至R的環同態{\displaystyle \varepsilon }，稱為增廣映射，將R[G]的元素
{\displaystyle \sum r_{i}g_{i}}
映射至
{\displaystyle \sum r_{i}}
其中ri是R的元素，gi是G的元素。按照群環的定義，以上的和是有限和。較籠統而言，對G任何元素g，定義
{\displaystyle \varepsilon (g)}
為1R，再將{\displaystyle \varepsilon }以最顯然的方法延伸成R-模的同態。增廣理想是{\displaystyle \varepsilon }的核，因此是R[G]的雙邊理想，由群元素的差
{\displaystyle g-g'}
生成。
此外，增廣理想是自由R-模，可用
{\displaystyle g-1,g\in G}
為其基底而生成。
對上述的R和G，群環R[G]是增廣R-代數的一例。這樣的代數都帶有一個映至R上的環同態。這個環同態的核是這個代數的增廣理想。
增廣理想的另一類例子是任何霍普夫代數的餘單位元{\displaystyle \varepsilon }的核。
增廣理想是群上同調等應用中的基本工具。